# Anticòs anticardiolipina
Els anticossos anticardiolipina són un tipus d'anticòs de tipus antifosfolípid (aPL). Aquest tipus d'anticossos reconeixen de forma específica els fosfolípids que formen les membranes cel·lulars. Els anticossos anticardiolipina reconeixen i ataquen la cardiolipina, un tipus de fosfolípid carregat negativament que es troba a la membrana interna dels mitocondris. L'anticardiolipina és una immunoglobulina adquirida associada a la formació de coàguls de sang (trombòsis) dins de condicions autoimmunes i a diferents malalties com la sífilis, la síndrome antifosfolípid, la vasculitis crònica, la insuficiència vertebrobasilar, la síndrome de Beheçet, l'avortament espontani idiopàtic i el lupus eritematós sistèmic (LES). Aquests anticossos també estan relacionats amb infeccions, determinats tipus de neoplàsies i fins i tot es presenten en pacients sense cap patologia associada.

Un anticòs o immunoglobulina és una proteïna amb forma de Y que es compon de dues cadenes pesants i dues de lleugeres. La regió variable permet que un anticòs reconegui el seu antigen corresponent.

En el LES els anticossos anti-DNA i els anticardiolipina actuen de forma independent. En l'artritis reumatoide amb esclerosi sistèmica (escleroderma) aquests anticossos poden intervenir en dues malalties al mateix temps.
Els anticossos anticardiolipina es poden classificar de dues maneres:
1. Com a IgM, IgG o IgA.
2. Com β2- glicoproteïna I dependent o independent.

## Història
La primera descripció d'un anticòs antifosfolípid (aPL) es remunta al 1906, quan Wasserman estava investigant en el desenvolupament de tests serològics per a la sífilis. El 1941 es va detectar el veritable antigen rellevant, la cardiolipina, un fosfolípid mitocondrial que més tard esdevindria la base del test VDRL (Venereal Disease Research Laboratory) per detectar la sífilis, el qual segueix sent vigent avui en dia. Fent anàlisis de sang per diagnosticar aquesta malaltia venèria, es va trobar que molts pacients amb lupus eritematós sistèmic també donaven positiu en el test VDRL, sense cap altra evidència clínica o serològica de patir la sífilis. Més endavant es va veure que aquest anticòs també estava alterat en altres malalties.
El 1983 es va establir un radioimmunoassaig en fase sòlida per detectar i mesurar anticossos anticardiolipina (AAC o aCL), que va ampliar el coneixement sobre els antifosfolípids (aPL) i les seves associacions clíniques. Aquest assaig va resultar ser molt més sensible que el test VDRL per detectar anticardiolipina en pacients amb lupus sistèmic eritematós, i gràcies a ell es va confirmar la relació dels antifosfolípids amb casos de trombosis.
El 1990 dos grups independents van descobrir que en realitat l'anticardiolipina no s'uneix directament a la cardiolipina, sinó que la unió està mitjançada per una proteïna accessòria anomenada β2 glicoproteïna I. Això es dona en els anticossos de pacients amb lupus eritematós o síndrome antifosfolípid (APS), però no en els casos de sífilis o altres infeccions. D'aquesta manera, en el SLE i en el APS la cardiolipina és dependent de β2 glicoproteïna I i en la sífilis i altres malalties és independent.
Aquesta β2-glicoproteína I actua com a cofactor de l'AAC i s'ha identificat com una apolipoproteïna H que cal per al reconeixement dels AAC en síndromes autoimmunes. Només un subconjunt d'anticossos autoimmunes anticardiolipina s'uneixen a la Apo-H, i estan associats amb un increment de trombosis.

## Test de l'anticòs Anticardiolipina
L'anticòs anticardiolipina (aAC) es pot detectar pel mètode RIA (radioimmunoassaig) o ELISA utilitzant la cardiolipina (fosfolípid) com a antigen.
Per aquests assajos es poden utilitzar anticossos anticardiolipina dels isotips IgG, IgM i IgA la concentració dels quals s'expressen amb GPL, MPL i APL respectivament. Cada unitat d'aquestes mesures representa l'activitat d'afinitat d'1 mg/ml d'anticossos anticardiolipina.
Els criteris clínics per realitzar la prova de l'anticardiolipina són episodis trombòtics o trombocitopènia, avortaments continuats, inflamació a les extremitats i dificultats respiratòries. També és aconsellable en aquells pacients que trenen una reacció autoimmune juntament amb la prova de l'anticoagulant lúpic.
A nivell internacional s'han fet esforços per arribar a un acord entre laboratoris sobre el mesurament de l'anticardiolipina. Al final, sembla que el mesurament semiquantitatiu és el més adequat per als entorns clínics perquè és menys susceptible a errors. Aquest mesurament semiquantitatiu consisteix en intervals de baixa, mitjana i alta positivitat.
Si el resultat és negatiu significa que en aquell moment el pacient no té anticossos anticardiolipina i si el resultat és positiu però amb nivells d'AAC moderats o baixos poden estar associats a diversos processos com infeccions, efecte de fàrmacs. En canvi, si els nivells observats són elevats i significatius és indicador que el pacient els tindrà de forma persistent.
La detecció d'AAC es basa en el reconeixement de tres tipus d'anticossos anticardiolipina (IgG, IgM i IgA) que són els anticossos antifosfolípids més freqüents que es produeixen davant d'una infecció. El risc que presenta el desenvolupament d'aquests autoanticossos contra la cardiolipina (fosfolípid que intervé en els processos de coagulació) pot augmentar el nombre d'episodis de formació de trombòcits.
Sovint s'observa que l'anticòs anticardiolipina s'uneix a l'epítop (part de l'antigen que és reconegut per l'anticòs) de la β2- glicoproteïna I (β2-GPI). Aquesta molècula és una glicoproteïna de 50kDa de pes i un anticoagulant. A part d'això, és un cofactor plasmàtic de l'anticardiolipina que intervé en la unió d'aquest amb la cardiolipina. Segons la necessitat d'aquest cofactor distingim dos tipus d'anticardiolipina:	
- AAC que depèn del cofactor. En aquest cas, l'anticòs anticardiolipina no s'uneix directament a la cardiolipina sinó a l'epítop situat a la β2-GPI que ha patit un canvi de conformació a l'unir-se a la cardiolipina. Aquest tipus d'anticòs s'associa als símptomes clínics de la síndrome antifosfolípid.
- ACC que no depèn del cofactor. Per aquest motiu, se'ls consideren autèntics anticossos antifosfolípids i es troben en malalties infeccioses.[1][3]

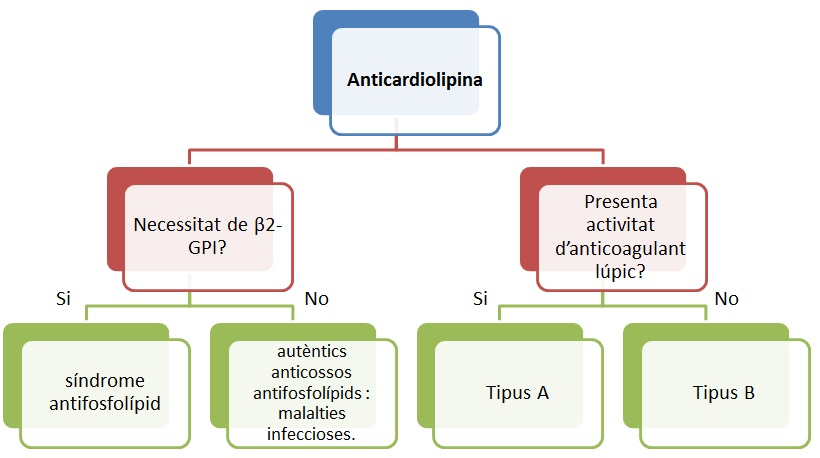
Esquema de classificació de l'anticardiolipina segons la necessitat de β2-GPI i si presenta activitat d'anticoagulant lúpic.

Com a conseqüència d'aquesta dependència s'ha desenvolupat un immunoassaig anti-β2-GPI que té un caràcter més específic. Però, tot i això, no representa la substitució de l'immunoassaig de l'anticardiolipina.
Una altra classificació de l'anticòs anticardiolipina consisteix a detectar si presenta o no activitat d'anticoagulant lúpic (immunoglobulina que interfereix en les proves coagulo mètriques dependents d'anticossos antifosfolípids):
- Tipus A. Aquests tenen activitat de coagulació lúpica i reconeixen la cardiolipina en presència de la β2- glicoproteïna I.
- Tipus B. No tenen activitat de coagulació lúpica però igualment reconeixen la cardiolipina quan la β2- glicoproteïna I hi és present.[3]

Per aquest motiu, davant d'una síndrome antifosfolípida és important determinar la quantitat dels anticossos anticardiolipina i de l'anticoagulant lúpic.

## Utilitat clínica
Els anticossos anticardiolipina IgG i IgM i els LA (lupus anticoagulant) són els marcadors més utilitzats pel diagnòstic de la síndrome antifosfolípid.
La presència d'anticardiolipines també s'ha relacionat amb malalties del teixit conjuntiu, i malalties infeccioses com la sífilis, la SIDA i la febre Q.
L'anticardiolipina és un factor de risc per l'oclusió vascular. Tot i així amb l'anticardiolipina no és possible preveure quan es repetirà una trombosi en el cas que es produeixin trombosis recurrents. Per poder diagnosticar les trombosis recurrents cal estudiar l'anticardiolipina dependent de la β2-glicoproteïna.
Aquesta s'associa a coagulopaties degudes a causes immunològiques i a lesions en les vàlvules de la part esquerra del cor. Un estudi dut a terme en homes que pertanyien al Honolulu Heart program mostra que l'anticardiolipina guarda relació amb l'infart de miocardi i també és present en l'accident vascular cerebral isquèmic, tot i que el factor de risc més important és l'anticòs LA (lupus anticoagulant).
La presència d'anticardiolipina en les dones, pot provocar la pèrdua prematura o tardana de l'embrió durant l'embaràs. Això és a causa de l'afectació de les arteries uterines que irriguen la placenta, de manera que el fetus no rep els nutrients ni l'oxigen, ja que es formen coàguls que impedeixen el pas de sang.